# La Marianne de Mai 68
La Marianne de Mai 68 (également appelée La Marianne de 68 ou La Jeune Femme au drapeau) est une photographie prise par Jean-Pierre Rey dans le Quartier latin à Paris, au cours d'une manifestation de Mai 68. Elle montre une jeune femme assise sur les épaules de son ami, brandissant un drapeau de révolutionnaires vietnamiens. Elle est devenue emblématique de Mai 68 ; toutefois, contrairement à une idée reçue, sa célébrité n'a pas été immédiate mais ne s'est construite qu'au fil des anniversaires des événements. Elle a été assimilée à La Liberté guidant le peuple et la jeune femme à Marianne, créant à celle-ci, Caroline de Bendern (en), des problèmes dans sa vie familiale et soulevant des questions quant à son droit à l'image. 

## Caractéristiques

Drapeau du FLN vietnamien agité par Caroline de Bendern.

La Liberté guidant le peuple, tableau de Delacroix auquel la photo a été comparée.

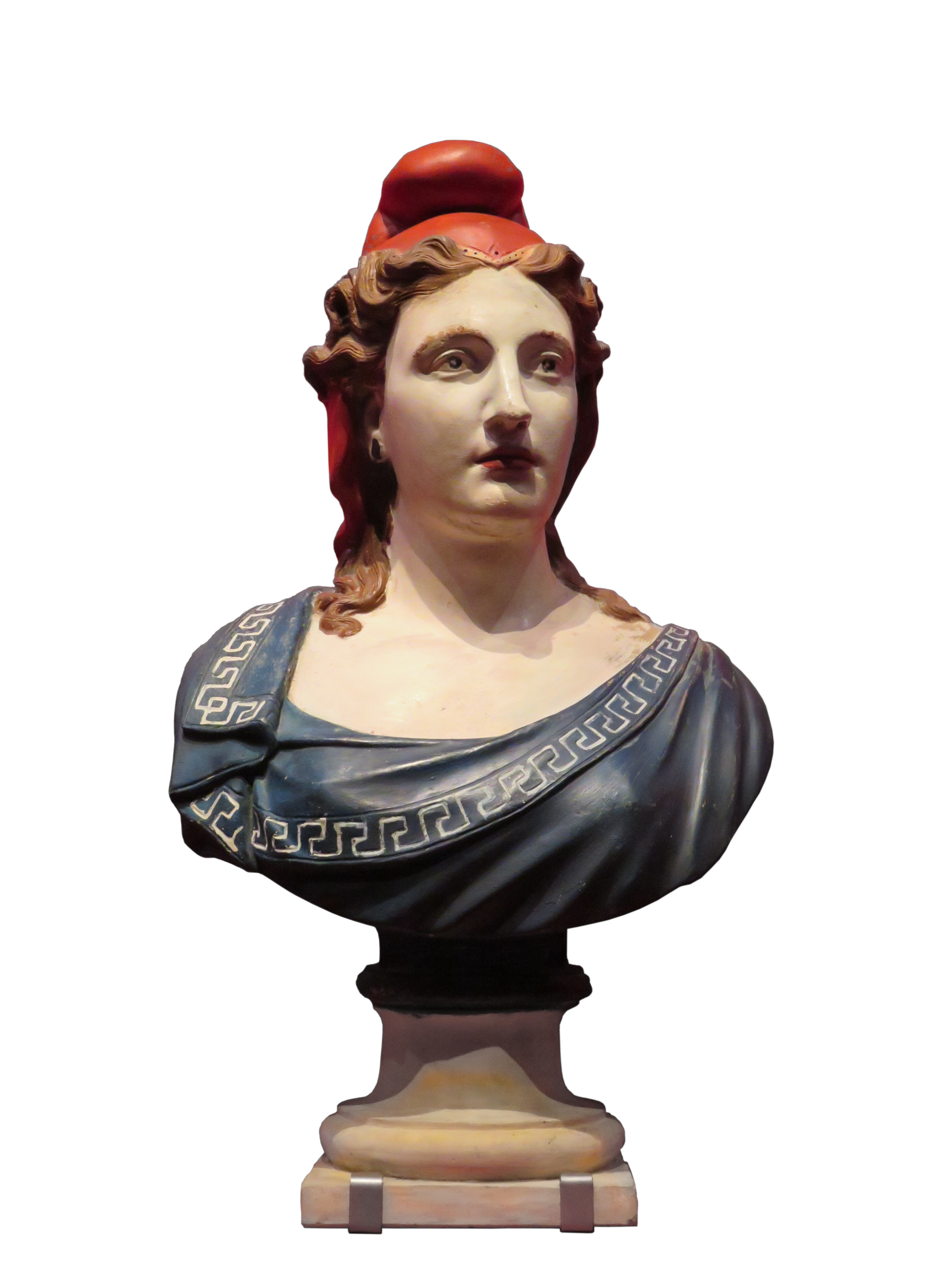
Buste de Marianne, à laquelle Caroline de Bendern a été comparée, exposé au Sénat.

La photographie est prise le 13 mai 1968 par Jean-Pierre Rey, reporter couvrant les événements de Mai 68 pour l'agence Gamma. Elle est publiée pour la première fois dans Life le 24 mai, puis dans Paris Match le 15 juin.
La scène a lieu près du jardin du Luxembourg, sur la place Edmond-Rostand, dans le Quartier latin, dans le 6e arrondissement de Paris. Il y passe alors le cortège d'une manifestation unitaire regroupant étudiants, syndicats et travailleurs, entre les places de la République et Denfert-Rochereau.
La photographie, en noir et blanc, représente une jeune femme dominant la foule, assise sur les épaules d'un homme. Elle brandit le drapeau du FLN vietnamien (Viet Cong), organisation communiste révolutionnaire engagée dans la guerre du Viêt Nam.
La jeune femme est une mannequin de 23 ans, Caroline de Bendern, et l'ami qui la porte sur ses épaules est Jean-Jacques Lebel, plasticien et inventeur de happenings. Elle racontera vingt ans plus tard qu'elle se trouvait par hasard dans la manifestation. Alors qu'elle avait mal aux pieds, Jean-Jacques Lebel l'a hissée sur ses épaules et lui a demandé de prendre le drapeau. « Voyant qu'elle était entourée de photographes, elle avait pris la pose par réflexe professionnel, brandi le drapeau vietnamien, composé un visage conquérant : le rêve pour un photographe à la recherche d'images fortes ».
Le titre donné à cette photo par les médias fait référence à la figure allégorique de Marianne. Cette image, devenue emblématique, est en effet assimilée, par la presse nationale et internationale, à La Liberté guidant le peuple, qui se déroule pendant la révolution de Juillet 1830, bien que le tableau de Delacroix ne représente pas Marianne à l'origine.

## Conséquences

### Déshéritée par son grand-père
En 1988, un journaliste de L'Express cherche à retrouver la trace de la jeune femme perchée, à l'occasion des vingt ans de Mai 68. Il la retrouve à Vaucresson : Caroline de Bendern est la petite-fille du richissime Maurice Arnold de Forest (en), anobli par la reine Victoria, puis titré comte de Bendern par le prince souverain de Liechtenstein. Lorsqu'il découvre la photo de sa descendante dans Paris Match, il en est tellement outré qu'il la déshérite immédiatement. Elle ne pourra pas se réconcilier avec son aïeul, qui meurt quelques mois après en octobre 1968.
De plus, au moment de la photo, elle est mannequin chez Catherine Harlé à Paris et chez Eileen Ford à New York,, et joue dans des films underground. Mais après la photo, les agences de mannequins refusent de travailler avec cette figure iconique de « dangereuse gauchiste ». 

### Action en justice
Caroline de Bendern porte plainte contre le photographe Jean-Pierre Rey en 1978, à l'occasion du dixième anniversaire de Mai 68, pour défendre son droit à l'image. Elle perd le procès, cette image étant considérée comme relatant un fait historique. Elle intente deux autres procès en 1988, puis en 1998 quelques jours avant la fin de la prescription des faits. Elle perd à nouveau, pour les mêmes raisons que lors du premier procès,.
Les différents procès font jurisprudence sur les affaires concernant le droit à l'image lors d'un événement public relatant des faits historiques.
Caroline de Bendern a été mariée au musicien français Jacques Thollot, décédé le 2 octobre 2014.

## Postérité
Cette photo, ainsi que celle de Cohn-Bendit face à un CRS devant la Sorbonne, est souvent présentée comme étant devenue célèbre dès le mois de mai 1968, faisant rapidement le tour du monde, largement reprise dans la presse française et étrangère pour illustrer les événements de Mai 68.
En réalité, l'exposition Icônes de Mai 68, les images ont une histoire à la BNF en 2018 montre que cette photo, tout comme celle de Cohn-Bendit, ne se sont imposées que plusieurs décennies plus tard, « au fil des anniversaires » de Mai 68.
Ainsi la Marianne de Mai 68 n'est publiée pour la première fois dans Paris Match qu'un mois après avoir été prise, le 15 juin, en tout petit, face à une pleine page de la photo d'une autre jeune femme sur les épaules d'un homme, brandissant un drapeau noir.
En 1978, pour le dixième anniversaire de Mai 68, Paris Match choisit de la publier en double page intérieure, et elle illustre également la couverture du premier livre de Patrick Poivre d'Arvor, Mai 68, Mai 78.
En 1988, pour le vingtième anniversaire de Mai 68, Paris Match la fait passer en première page, mais recadrée, et sans son drapeau vietnamien. Le 10 octobre 1979, Life publie un photomontage où la photo détourée chevauche La Liberté guidant le peuple,.